# Lijst van Tweede Kamerleden 1873-1875
Lijst van Tweede Kamerleden 1873-1875 geeft een overzicht van de leden van de Nederlandse Tweede Kamer in de periode tussen de periodieke verkiezingen van 1873 en de periodieke verkiezingen van 1875. De zittingsperiode van de Tweede Kamer ging in op 15 september 1873 en eindigde op 19 september 1875.
De Tweede Kamer telde 80 leden, die gekozen werden in 41 districten. Zij werden gekozen voor een termijn van vier jaar; om de twee jaar werd de helft van de Tweede Kamer vernieuwd.
| Naam                                     | groepering                | district         | begindatum        | einddatum         | refs   |
| ---------------------------------------- | ------------------------- | ---------------- | ----------------- | ----------------- | ------ |
| Dirk van Akerlaken                       | liberalen                 | Hoorn            | 15 september 1873 | 21 september 1874 | [ 2 ]  |
| Jan Arnoldts                             | conservatief-katholieken  | Roermond         | 18-09-1871 [ e ]  | 19 september 1875 | [ 3 ]  |
| Matthias van Asch van Wijck              | antirevolutionairen       | Amersfoort       | 24 september 1874 | 19 september 1875 | [ 4 ]  |
| Antonius van Baar                        | conservatief-katholieken  | Eindhoven        | 15 september 1873 | 16-09-1877 [ g ]  | [ 5 ]  |
| Warnardus Begram                         | conservatieven            | Gorinchem        | 18-09-1871 [ e ]  | 19 september 1875 | [ 6 ]  |
| Willem Bergsma                           | liberalen                 | Dokkum           | 18-09-1871 [ e ]  | 19 september 1875 | [ 7 ]  |
| Marinus Bichon van IJsselmonde           | antirevolutionairen       | Gouda            | 4 maart 1874      | 16-09-1877 [ g ]  | [ 8 ]  |
| Charles de Bieberstein Rogalla Zawadsky  | liberalen                 | Maastricht       | 18-09-1871 [ e ]  | 19 september 1875 | [ 9 ]  |
| François Blom                            | liberalen                 | Rotterdam        | 15 september 1873 | 16-09-1877 [ g ]  | [ 10 ] |
| Pieter Blussé van Oud-Alblas             | liberalen                 | Deventer         | 18-09-1871 [ e ]  | 19 september 1875 | [ 11 ] |
| Ferdinand Borret                         | conservatief-katholieken  | Tilburg          | 18-09-1871 [ e ]  | 19 september 1875 | [ 12 ] |
| Willem de Brauw                          | conservatief-protestanten | Gouda            | 15 september 1873 | 17 januari 1874   | [ 13 ] |
| Jan Bredius                              | liberalen                 | Dordrecht        | 15 september 1873 | 16-09-1877 [ g ]  | [ 14 ] |
| Barend Brouwer                           | liberalen                 | Almelo           | 18-09-1871 [ e ]  | 19 september 1875 | [ 15 ] |
| Jacob de Bruijn Kops                     | liberalen                 | Alkmaar          | 18-09-1871 [ e ]  | 19 september 1875 | [ 16 ] |
| François de Casembroot                   | conservatieven            | Delft            | 10 augustus 1875  | 19 september 1875 | [ 17 ] |
| Isaäc Cremer van den Berch van Heemstede | antirevolutionairen       | Leiden           | 15 september 1873 | 16-09-1877 [ g ]  | [ 18 ] |
| Eppo Cremers                             | liberalen                 | Zuidhorn         | 15 september 1873 | 16-09-1877 [ g ]  | [ 19 ] |
| Jacob Dam                                | liberalen                 | Zutphen          | 18-09-1871 [ e ]  | 29 juni 1875      | [ 20 ] |
| Johannes van der Does de Willebois       | conservatief-katholieken  | 's-Hertogenbosch | 18-09-1871 [ e ]  | 19 september 1875 | [ 21 ] |
| Willem Dullert                           | liberalen                 | Arnhem           | 15 september 1873 | 16-09-1877 [ g ]  | [ 22 ] |
| Daniël van Eck                           | liberalen                 | Middelburg       | 15 september 1873 | 16-09-1877 [ g ]  | [ 23 ] |
| Gerhardus Fabius                         | conservatieven            | Amsterdam        | 16 september 1873 | 16-09-1877 [ g ]  | [ 24 ] |
| Gerrit Fokker                            | liberalen                 | Middelburg       | 10 augustus 1875  | 19 september 1875 | [ 25 ] |
| Cornelis van Foreest                     | conservatief-protestanten | Alkmaar          | 15 september 1873 | 22 mei 1875       | [ 26 ] |
| Isaäc Fransen van de Putte               | liberalen                 | Hoorn            | 18 november 1874  | 16-09-1877 [ g ]  | [ 27 ] |
| Willem Gevers Deynoot                    | liberalen                 | Dordrecht        | 18-09-1871 [ e ]  | 19 september 1875 | [ 28 ] |
| Michel Godefroi                          | liberalen                 | Amsterdam        | 18-09-1871 [ e ]  | 19 september 1875 | [ 29 ] |
| Leopold Haffmans                         | conservatief-katholieken  | Boxmeer          | 15 september 1873 | 16-09-1877 [ g ]  | [ 30 ] |
| Ernest van Hardenbroek van Lockhorst     | conservatieven            | Amersfoort       | 18-09-1871 [ e ]  | 1 juni 1874       | [ 31 ] |
| Binnert van Harinxma thoe Slooten        | liberalen                 | Dokkum           | 15 september 1873 | 8 oktober 1874    | [ 32 ] |
| Binnert van Harinxma thoe Slooten        | liberalen                 | Dokkum           | 16 november 1874  | 16-09-1877 [ g ]  | [ 32 ] |
| Petrus van den Heuvel                    | conservatief-katholieken  | Boxmeer          | 18-09-1871 [ e ]  | 19 september 1875 | [ 33 ] |
| Christianus Heydenrijck                  | conservatief-katholieken  | Nijmegen         | 15 september 1873 | 16-09-1877 [ g ]  | [ 34 ] |
| Sybrand Hingst                           | liberalen                 | Leeuwarden       | 15 september 1873 | 16-09-1877 [ g ]  | [ 35 ] |
| Mari Hoffmann                            | conservatief-protestanten | Gouda            | 18-09-1871 [ e ]  | 8 december 1873   | [ 36 ] |
| Samuel van Houten                        | liberalen                 | Groningen        | 18-09-1871 [ e ]  | 19 september 1875 | [ 37 ] |
| Wieger Idzerda                           | liberalen                 | Sneek            | 15 september 1873 | 16-09-1877 [ g ]  | [ 38 ] |
| Herman Insinger                          | conservatieven            | Almelo           | 15 september 1873 | 16-09-1877 [ g ]  | [ 39 ] |
| Eduard s'Jacob                           | conservatieven            | Amsterdam        | 18-09-1871 [ e ]  | 19 september 1875 | [ 40 ] |
| Willem Jonckbloet                        | liberalen                 | Winschoten       | 15 september 1873 | 16-09-1877 [ g ]  | [ 41 ] |
| Klaas de Jong                            | liberalen                 | Hoorn            | 18-09-1871 [ e ]  | 19 september 1875 | [ 42 ] |
| Willem van der Kaay                      | liberalen                 | Alkmaar          | 10 augustus 1875  | 16-09-1877 [ g ]  | [ 43 ] |
| Jan Kappeyne van de Coppello             | liberalen                 | Haarlem          | 18-09-1871 [ e ]  | 19 september 1875 | [ 44 ] |
| Guillaume Kerens de Wylré                | conservatief-katholieken  | Maastricht       | 15 september 1873 | 16-09-1877 [ g ]  | [ 45 ] |
| Jacob van Kerkwijk                       | liberalen                 | Zierikzee        | 15 september 1873 | 16-09-1877 [ g ]  | [ 46 ] |
| Nicolaas Kien                            | conservatieven            | Utrecht          | 18-09-1871 [ e ]  | 19 september 1875 | [ 47 ] |
| Johannes van Kuijk                       | conservatieven            | Delft            | 18-09-1871 [ e ]  | 13 mei 1875       | [ 48 ] |
| Abraham Kuyper                           | antirevolutionairen       | Gouda            | 20 maart 1874     | 19 september 1875 | [ 49 ] |
| Jerôme Lambrechts                        | conservatief-katholieken  | Roermond         | 15 september 1873 | 16-09-1877 [ g ]  | [ 50 ] |
| Michiel de Lange                         | liberalen                 | Amsterdam        | 15 september 1873 | 16-09-1877 [ g ]  | [ 51 ] |
| Lambertus Lenting                        | liberalen                 | Zutphen          | 15 september 1873 | 16-09-1877 [ g ]  | [ 52 ] |
| Jan van Loon                             | antirevolutionairen       | Amersfoort       | 15 september 1873 | 16-09-1877 [ g ]  | [ 53 ] |
| Aloysius Luyben                          | conservatief-katholieken  | Breda            | 15 september 1873 | 10 december 1873  | [ 54 ] |
| Aloysius Luyben                          | conservatief-katholieken  | Breda            | 26 februari 1874  | 16-09-1877 [ g ]  | [ 54 ] |
| Theo van Lynden van Sandenburg           | conservatief-protestanten | Tiel             | 15 september 1873 | 26 augustus 1874  | [ 55 ] |
| Donald Mackay                            | liberalen                 | Tiel             | 18-09-1871 [ e ]  | 19 september 1875 | [ 56 ] |
| Rudolf Mees                              | liberalen                 | Rotterdam        | 4 oktober 1873    | 19 september 1875 | [ 57 ] |
| Jan Messchert van Vollenhoven            | conservatieven            | Utrecht          | 16 september 1873 | 16-09-1877 [ g ]  | [ 58 ] |
| Charles Mirandolle                       | liberalen                 | Haarlem          | 15 september 1873 | 16-09-1877 [ g ]  | [ 59 ] |
| Antony Moens                             | liberalen                 | Sneek            | 18-09-1871 [ e ]  | 19 september 1875 | [ 60 ] |
| Albertus van Naamen van Eemnes           | liberalen                 | Zwolle           | 18-09-1871 [ e ]  | 19 september 1875 | [ 61 ] |
| Johannes Nierstrasz                      | conservatieven            | Delft            | 15 september 1873 | 16-09-1877 [ g ]  | [ 62 ] |
| Carel van Nispen tot Sevenaer            | conservatief-katholieken  | Breda            | 18-09-1871 [ e ]  | 19 september 1875 | [ 63 ] |
| Joannes van Nispen van Sevenaer          | conservatief-katholieken  | Nijmegen         | 18-09-1871 [ e ]  | 5 mei 1875        | [ 64 ] |
| Raphaël van Nispen van Sevenaer          | conservatief-katholieken  | Nijmegen         | 10 augustus 1875  | 19 september 1875 | [ 65 ] |
| Lucas Oldenhuis Gratama                  | liberalen                 | Assen            | 15 september 1873 | 16-09-1877 [ g ]  | [ 66 ] |
| Hendrik van Rappard                      | conservatieven            | Tiel             | 5 oktober 1874    | 16-09-1877 [ g ]  | [ 67 ] |
| Gerlach van Reenen                       | conservatieven            | Amsterdam        | 18-09-1871 [ e ]  | 19 september 1875 | [ 68 ] |
| Karel Rombach                            | liberalen                 | Brielle          | 18-09-1871 [ e ]  | 19 september 1875 | [ 69 ] |
| Jan de Roo van Alderwerelt               | liberalen                 | Leeuwarden       | 18-09-1871 [ e ]  | 1 september 1874  | [ 70 ] |
| Jan de Roo van Alderwerelt               | liberalen                 | Leeuwarden       | 5 oktober 1874    | 19 september 1875 | [ 70 ] |
| Derk de Ruiter Zijlker                   | liberalen                 | Appingedam       | 18-09-1871 [ e ]  | 19 september 1875 | [ 71 ] |
| Jan Rutgers van Rozenburg                | liberalen                 | Haarlemmermeer   | 18-09-1871 [ e ]  | 19 september 1875 | [ 72 ] |
| Pieter Saaymans Vader                    | antirevolutionairen       | Goes             | 18-09-1871 [ e ]  | 19 september 1875 | [ 73 ] |
| Johannes Sandberg                        | liberalen                 | Zwolle           | 15 september 1873 | 16-09-1877 [ g ]  | [ 74 ] |
| Jan Schepel                              | liberalen                 | Appingedam       | 29 april 1874     | 16-09-1877 [ g ]  | [ 75 ] |
| Rutger Schimmelpenninck van Nijenhuis    | conservatieven            | 's-Gravenhage    | 15 september 1873 | 16-09-1877 [ g ]  | [ 76 ] |
| Alexander Schimmelpenninck van der Oye   | antirevolutionairen       | Deventer         | 15 september 1873 | 16-09-1877 [ g ]  | [ 77 ] |
| Hendrik Smidt                            | liberalen                 | Assen            | 18-09-1871 [ e ]  | 19 september 1875 | [ 78 ] |
| Petrus Smitz                             | conservatief-katholieken  | Eindhoven        | 18-09-1871 [ e ]  | 19 september 1875 | [ 79 ] |
| Thomas Stieltjes                         | liberalen                 | Amsterdam        | 15 september 1873 | 16-09-1877 [ g ]  | [ 80 ] |
| Carel Storm van 's Gravesande            | conservatief-liberalen    | Steenwijk        | 18-09-1871 [ e ]  | 19 september 1875 | [ 81 ] |
| Johannes Tak                             | liberalen                 | Middelburg       | 18-09-1871 [ e ]  | 10 juli 1875      | [ 82 ] |
| James Teding van Berkhout                | antirevolutionairen       | Gorinchem        | 15 september 1873 | 16-09-1877 [ g ]  | [ 83 ] |
| Johannes Verheyen                        | conservatief-katholieken  | Tilburg          | 15 september 1873 | 16-09-1877 [ g ]  | [ 84 ] |
| Willem Viruly Verbrugge                  | liberalen                 | Rotterdam        | 15 september 1873 | 16-09-1877 [ g ]  | [ 85 ] |
| Otto van Wassenaer van Catwijck          | antirevolutionairen       | Leiden           | 18-09-1871 [ e ]  | 19 september 1875 | [ 86 ] |
| Rembertus Westerhoff                     | liberalen                 | Appingedam       | 15 september 1873 | 25 maart 1874     | [ 87 ] |
| Willem Wintgens                          | conservatieven            | 's-Gravenhage    | 18-09-1871 [ e ]  | 19 september 1875 | [ 88 ] |
| Schelte Wybenga                          | liberalen                 | Sneek            | 15 september 1873 | 16-09-1877 [ g ]  | [ 89 ] |
| Franciscus van Zinnicq Bergmann          | conservatief-katholieken  | 's-Hertogenbosch | 15 september 1873 | 16-09-1877 [ g ]  | [ 90 ] |
| Jules van Zuylen van Nijevelt            | conservatieven            | Arnhem           | 18-09-1871 [ e ]  | 19 september 1875 | [ 91 ] |

1815-1818 ·
1818-1821 ·
1821-1824 ·
1824-1827 ·
1827-1830 ·
1830-1833 ·
1833-1836 ·
1836-1839 ·
1839-1842 ·
1842-1845 ·
1845-1848 ·
1848-1849 ·
1849-1850 ·
1850-1852 ·
1852-1853 ·
1853-1854 ·
1854-1856 ·
1856-1858 ·
1858-1860 ·
1860-1862 ·
1862-1864 ·
1864-1866 ·
1866 (sep) ·
1866-1868 ·
1868-1869 ·
1869-1871 ·
1871-1873 ·
1873-1875 ·
1875-1877 ·
1877-1879 ·
1879-1881 ·
1881-1883 ·
1883-1884 ·
1884-1886 ·
1886-1887 ·
1887-1888 ·
1888-1891 ·
1891-1894 ·
1894-1897 ·
1897-1901 ·
1901-1905 ·
1905-1909 ·
1909-1913 ·
1913-1917 ·
1917-1918 ·
1918-1922 ·
1922-1925 ·
1925-1929 ·
1929-1933 ·
1933-1937 ·
1937-1946 ·
1946-1948 ·
1948-1952 ·
1952-1956 ·
1956-1959 ·
1959-1963 ·
1963-1967 ·
1967-1971 ·
1971-1972 ·
1972-1977 ·
1977-1981 ·
1981-1982 ·
1982-1986 ·
1986-1989 ·
1989-1994 ·
1994-1998 ·
1998-2002 ·
2002-2003 ·
2003-2006 ·
2006-2010 ·
2010-2012 ·
2012-2017 ·
2017-2021 ·
2021-2023 ·
2023-heden
Overzicht historische zetelverdeling